# Aimery de Comminges
Pour les autres membres de la famille, voir Famille de Comminges.
Marie-Aimery, comte de Comminges (25 avril 1862 à Toulouse - 18 novembre 1925 à Paris), est un militaire et homme de lettres français.

## Biographie
Il est fils d'Élie de Comminges, d'une illustre famille gasconne, descendant des anciens comtes de Comminges.
Après avoir suivi son éducation sous Mgr Dupanloup à Orléans, il suit la carrière militaire. Sous-officier porte-fanion du général de Négrier au Tonkin, il passe lieutenant de cavalerie et officier d'ordonnance du général Zurlinden, ministre de la Guerre. Lieutenant écuyer à Saumur. En 1897 il est promu capitaine de cavalerie légère. Au procès Zola de l'Affaire Dreyfus, il est cité comme témoin.
Après avoir démissionné de l'armée en août 1899, il est maire de Clairoix de 1904 à 1919. Il est également secrétaire général de l'Union civique à Paris.
Journaliste, il collabore notamment au Mercure de France. Il est lauréat de l'Académie française. Il est membre de la Société des gens de lettres et de l'Association des journalistes parisiens.
Il fait un passage au club des Longues moustaches.
Il est le gendre du général Godefroy de Waldner de Freundstein (1824-1917).

## Distinctions
- Chevalier de la Légion d'honneur (1er septembre 1923)[1]
- Croix de guerre 1914–1918
- Officier d'académie
- Médaille commémorative de l'expédition de Chine (1901)
- Chevalier de l'Ordre du Dragon d'Annam

## Publications
Aimery de Comminges a écrit deux catégories d’ouvrages : d’une part des essais sur le cheval et l’équitation, et d’autre part des romans (certains sous le pseudonyme de « Saint-Marcet »).

### Ouvrages hippologiques
- Quelques notes sur l’entretien du cheval, sa nourriture, son pansage et les soins à donner en cas d’accidents ou de maladie (Oudin, Poitiers, 1890).

Dessins de l’auteur. Préface d’un spécialiste, le marquis de Mauléon.
- Le cheval, soins pratiques (Legoupy, Paris, 1894)

C’est une version très enrichie de l’ouvrage précédent, avec des dessins du lieutenant Drouhard (camarade de l’auteur, au 29e régiment de dragons). La 2e édition (1896), avec des illustrations de Raymond de la Nézière, est une version remaniée, amputée du chapitre sur l’attelage, les harnais et les voitures, qui fait l’objet de l’ouvrage Dressage et menage, paru l’année suivante. La 3e édition (1899) est parue chez Plon-Nourrit (Paris), et, depuis, la librairie Plon a imprimé de nombreux retirages (par exemple la 21e édition date de 1927). Cet ouvrage majeur a été réédité récemment (Lavauzelle, Panazol, en Haute-Vienne, 2008).
- Dressage et menage (E. Plon, Nourrit et Cie, Paris, 1897)

Dessins de Crafty (Victor Géruzez). Réédité plusieurs fois chez Plon, et récemment (2008) chez Lavauzelle.
- Le cheval de selle en France (Adolphe Legoupy, Paris, 1898)

Dessins de Robert Gignoux. Réédité récemment (2011) chez Nabu Press (édition numérique).
- L’équitation des gens pressés (Chit-chat about the pigskin) (Paul Ollendorf, Paris, 1901)

Dessins de E. Thélem. Réédité récemment (2008) chez Lavauzelle. Petit essai humoristique traduit, selon l’auteur, du manuscrit d’un ami anglais. Il existe une version en allemand, Reitwinke für beschäftigte Leute (Neumann-Neudamm, vers 1940 ?).
- Les races de chevaux de selle en France - comment et où on achète un cheval de selle (Plon-Nourrit, Paris, 1904)

Nouvelle version, entièrement remaniée, de l’ouvrage Le cheval de selle en France paru en 1898.
- Le Hunter et le rapport de la « Hunters Improvement Society » sur son élevage (Plon-Nourrit, Paris, 1907)

Petit ouvrage (64 pages) sur ce cheval de chasse (qui a donné son nom à une discipline équestre).
- À travers l’Allemagne hippique (Plon-Nourrit, Paris, 1911)

Réédité récemment (2010) chez Nabu Press. L’auteur, qui dans doute parlait allemand, a effectué deux voyages en Allemagne (en 1907 et 1910), et y a été, semble-t-il, bien reçu.
- Les races chevalines françaises et anglaises (J.-B. Robert, Saumur, 1913)

Réédité récemment (2010) chez Nabu Press.
- Stendhal, homme de cheval (Le Divan, Paris, 1928)

Cet opuscule, édité à titre posthume, avait paru sous la forme d’un article de La Revue de Paris du 1er août 1906. L’auteur y commente certains passages hippiques de romans de Stendhal.

### Romans
- Les aventures amoureuses de Jean de Saint-Lary (H. Simonis Empis, Paris, 1901)

Sous le pseudonyme « Saint-Marcet ».
- Une demi-carrière (H. Simonis Empis, Paris, 1902)

Avec l’indication « Saint-Marcet » en dessous du nom de l’auteur. Ouvrage couronné par l’Académie française. Ce roman raconte la vie militaire et amoureuse d'Hervé de Péguilhan, un lieutenant de dragons, en garnison dans la Beauce.
- La Comtesse Panier (H. Simonis Empis, Paris, 1903)

Ce roman d’anticipation (avec un zeste de science-fiction) se déroule en 1920, à Compiègne. L’Empire est restauré… Un vicomte, lancier de l’impératrice, s’éprend d’une simple mercière, puis d’une jeune « comtesse ».
- L’élection sentimentale (librairie Félix Juven, Paris, 1904)

Ouvrage dédié à sa sœur Marguerite, décédée précocement en 1903, à 39 ans. Roman à caractère politique (dans le Midi pyrénéen ; un marquis contre un radical…).
- Le voluptueux voyage ou les pèlerines de Venise (Mercure de France, Paris, 1906)

Sous le pseudonyme « Ginko et Biloba ». Ce roman relate le séjour à Venise de deux amies, Avertie et Floche.
- Aventurine (P.-V. Stock, Paris, 1910)

Sous le pseudonyme « Saint-Marcet ». Encore un roman d’amour (de l’Italie à New-York ; un des personnages, Béryl, se retrouvera dans le roman Addy).
- Godelieve, princesse de Bahr (Calmann-Lévy, Paris, 1911)

Ce roman se passe essentiellement en Belgique et aux Pays-Bas, et relate l’enfance d’une fille de baronne, son amour pour un cousin, et son séjour dans un béguinage.
- Addy ou promenades d’amants et villégiatures (Bernard Grasset, Paris, 1913)

Ce récit en deux parties, l’une à Paris et l’autre au bord de la mer du Nord, raconte les sentiments amoureux ambigus d’une jeune femme.
- Élodéa ou la Roue de la Fortune (Le Divan, Paris, 1924)

Sous le pseudonyme « Saint-Marcet ». À Paris, au début des années 1920, les « aventures » d’une représentante de commerce, gérante d'un hôtel à Venise, en relation avec trois commerçants.
- La zone dangereuse (Bernard Grasset, Paris, 1924)

Sous le pseudonyme « Saint-Marcet ». L’essentiel de ce roman se passe, de 1914 à 1916, à Compiègne et dans un village de la forêt de Laigue (pas très loin de la ligne de front), et raconte la vie tourmentée, les amours et la déchéance d’une jolie jeune mère éloignée de son mari…
- Les Blérancourt (Grasset, Paris, 1928)

Publié à titre posthume. Tranches de vie et péripéties sentimentales de deux familles d’aristocrates, les Blérancourt et les Gora-Gora.
- Dans son beau jardin (La Palatine, Plon, Paris, 1930)

Publié à titre posthume. Édité aussi en anglais, sous le titre Laura’s garden, (traduction Bernard Miall ; George Allen & Unwin, Londres, ou MacMillan, New York, 1932). On retrouve la marquise Laure, son mari et ses enfants, personnages du roman Les Blérancourt. Elle tient son journal, consacré essentiellement à son jardin, de mars à novembre.

## Sources
1. ↑  « Recherche - Base de données Léonore », sur www.leonore.archives-nationales.culture.gouv.fr (consulté le 10 mai 2025)

- Rémi Duvert, Le comte Aimery de Comminges et Clairoix (Oise), vol. 6, Association « Art, Histoire et Patrimoine de Clairoix », coll. « Collection « Les notices historiques clairoisiennes » », 2013, 32 p. (lire en ligne [PDF]).
- Michel Bulteau, Le Club des Longues moustaches, 1988
- Mercure de France, Volume 184, 1925